# Chironomus alternans
Chironomus alternans är en tvåvingeart som beskrevs av Walker 1856. Chironomus alternans ingår i släktet Chironomus och familjen fjädermyggor. Inga underarter finns listade i Catalogue of Life.